# Домашня (комуна)
Домашня (рум. Domașnea) — комуна у повіті Караш-Северін в Румунії. До складу комуни входять такі села (дані про населення за 2002 рік):
- Домашня (1090 осіб)
- Кеніча (410 осіб)

Комуна розташована на відстані 306 км на захід від Бухареста, 41 км на південний схід від Решиці, 113 км на південний схід від Тімішоари, 145 км на північний захід від Крайови.

## Населення
За даними перепису населення 2002 року у комуні проживали 1500 осіб.
Національний склад населення комуни:
| Національність | Кількість осіб | Відсоток |
| -------------- | -------------- | -------- |
| румуни         | 1474           | 98,3%    |
| цигани         | 25             | 1,7%     |
| угорці         | 1              | 0,1%     |

Рідною мовою назвали:
| Мова      | Кількість осіб | Відсоток |
| --------- | -------------- | -------- |
| румунська | 1473           | 98,2%    |
| циганська | 26             | 1,7%     |
| угорська  | 1              | 0,1%     |

Склад населення комуни за віросповіданням:
| Релігія       | Кількість осіб | Відсоток |
| ------------- | -------------- | -------- |
| православні   | 1485           | 99,0%    |
| п'ятдесятники | 9              | 0,6%     |
| баптисти      | 5              | 0,3%     |
| унітарії      | 1              | 0,1%     |